# سونیک خارپشت (شخصیت)
سونیک خارپشت (به انگلیسی: Sonic the Hedgehog) نام قهرمان اصلی در مجموعه بازی‌های ویدئویی سونیک خارپشت از شرکت سگا، و همچنین تعداد زیادی مشتقات کمیک، کارتون پویانمایی‌شده و انیمه‌های اووی‌ای است. این مجموعه بازی در سبک سکوبازی است و باید در کمترین زمان ممکن تمام دشمنان را از بین برد و نقشه ی دکتر اگمن را خنثی کند و مرحله را به اتمام رساند. او در منطقه گرین هیل زندگی می‌کند.
سونیک یک خارپشت آبی رنگ است؛ ولی نه یک خارپشت معمولی، بلکه سریع‌ترین خارپشت جهان است. یکی از برجسته‌ترین قابلیت‌های سونیک سرعت آن است. تقریباً هیچ موجودی نمی‌تواند سریع‌تر از آن حرکت کند. هنگامی که او هفت الماس آشوب را به دست می‌آورد تبدیل به فرم سوپر سونیک می‌شود که دیگر چیزی جلودار او نیست. با انتشار اولین عنوان در سال ۱۹۹۱، سونیک به عنوان نماد شانس‌بیار شرکت سگا چنان اوج گرفت که حتی مدتی قهرمان افسانه‌ای بازی‌های ویدئویی نینتندو، ماریو را هم پشت سر گذاشت. از آن زمان به بعد سونیک به یکی از محبوب‌ترین شخصیت‌های بازی‌های ویدئویی تبدیل شد و مجموعه دارای فروشی بیش از ۸۰ میلیون نسخه می‌باشد.

## طراحی های سونیک
طراحی‌ های شخصیت سونیک پایدار نبوده و به مرور زمان دست خوش تغییرات شده است. اوشیما می‌گوید که سر سونیک را با الهام از فلیکس، شخصیت اصلی کارتون گربه ملوس طراحی کرده و بدن آن را با نگاهی به میکی ماوس ساخته است. چکمه‌های سونیک نیز تقلیدی از چکمه‌های مایکل جکسون هستند و رنگ قرمز شنل او نیز به قرمزی لباس بابانوئل مربوط است.

### سونیک کلاسیک
شکل اولیه سونیک نام دارد که در آن چشم های ان سیاه و رنگ بدن آن آبی کم رنگ است.

### سونیک مدرن
طراحی از سونیک که دارای طرفداران بیشتری است دو چشم های ان سبز و رنگ پوست ابی تیره و اندازه اش از طراحی‌ قبلی خود (سونیک کلاسیک)بلند تر است.

### سونیک بوم
در این سونیک به دور دست های او پارچه هایی بسته شده است، دقیقا مطابق طراحی‌ (سونیک مدرن) بازطراحی شده است با این تفاوت که این‌بار اندازه او کمی بزرگ تر و تعداد خار هایش نیز بیشتر است. همچنین سونیک بوم یک مچ بند هوشمند دارد.

## در رسانه‌ها

### بازی‌های ویدئویی
اولین حضور سونیک در بازی رَد موبیل بود که در آن نقش یک وسیلهٔ تزئینی آویزان بر روی آینهٔ خودرو را داشت. اما اولین بازی اختصاصی او سونیک خارپشت، محصول سال ۱۹۹۱ بود که در آن دکتر روبوتنیک نقش ضد قهرمان را بازی می‌کرد. در سال ۱۹۹۲ با انتشار بازی سونیک خارپشت ۲، دوست روباه سونیک یعنی تیلز نیز به او پیوست. سونیک سی‌دی نیز در سال ۱۹۹۳ انتشار یافت و شخصیت‌های امی رز و متال سونیک معرفی شد. در سونیک ۳ و دنبالهٔ آن سونیک و ناکلز شاهد نبرد سونیک و تیلز و دکتر روبوتنیک بودیم که در آخر ناکلز هم بخاطر فریب خوردگی با سونیک درگیر شد. سونیک ۴ (۲۰۱۰–۲۰۱۲) از جایی ادامه می‌یابد که داستان سونیک ۳ متوقف شد و سونیک را به تنها شخصیت قابل بازی تبدیل می‌کند و در قسمت‌های اپیزودیک منتشر می‌شود. قسمت دوم همین بازی تیلز را به عنوان دستیار و متال سونیک را به عنوان دشمن قرار می‌دهد.
دیگر بازی‌های پلتفرمر دو بعدی با حضور سونیک عبارتند از: هرج و مرج سونیک (۱۹۹۳)، سونیک: مشکل سه‌گانه (۱۹۹۴)، سونیک بلست (۱۹۹۶)، ماجرای سونیک خارپشت پوکت (۱۹۹۹)، سونیک ادونس (۲۰۰۱)، سونیک ادونس(۲۰۰۲)، سونیک ادونس (۲۰۰۴)، سونیک راش (۲۰۰۵)، ماجرا سونیک راش (۲۰۰۷)، سونیک رنگ‌ها (۲۰۱۰)، سونیک جنریشنز (۲۰۱۱) که همگی برای کنسول‌های دستی منتشر شدند.

## دوستان سونیک
از دوستان وی می‌توان به شدو، تیلز، ناکلز، امی، اشاره کرد که این‌ها دوستان هر دو نسل مدرن سونیک و کلاسیک سونیک است ولی سونیک مدرن دوستان بیشتری دارد مانند وکتور، اسپیو، چارمی، شدو، سیلور، رژ، بلیز، ماریا، تنگل، ویسپر، سالی، بانی، روتور، آنتوان، نیکول و… اشاره کرد

## حالت‌های سونیک

### سوپر سونیک
این حالت معروف‌ترین حالت سونیک است و در هر بازی سونیک که امکان تغییر حالت وجود داشته باشد حتماً این حالت وجود دارد. این حالت وقتی به وجود می‌آید که سونیک ۷ زمرد آشوب (Chaos Emeralds) را داشته باشد. این حالت قوترین حالت سونیک از دیدگاه کاربران است. این حالت برای اولین بار در سونیک ۲ به وجود آمد

### دارک سونیک
این حالت سونیک وقتی به وجود می‌آید که دوستان سونیک مورد آزار و اذیت قرار بگیرند. در این حالت سونیک بسیار خشمگین است و بخاطر همین است که این حالت به یکی از وحشتناک‌ترین حالت‌های سونیک تبدیل شده‌است. این حالت برای اولین بار در کارتون سونیک ایکس (Sonic X) به نمایش درآمد.

### هایپر سونیک
قویترین حالت سونیک است که وقتی هفت زمرد را داشته باشد و در hidden playes در کنار سوپر امرلد باشد زمرد بزرگ فرمان می‌دهد تا سونیک با هفت سوپر امرولد به هایپر سونیک تبدیل شود این حالت سونیک برای اولین بار در بازی سونیک ۳ و ناکلز ۱۹۹۴ برای کنسول سگا جنسیس در مرحله هفتم mushroom رونمایی شد و بعد آن در هیچ‌کدام از بازی‌های سونیک نبود.

### دارک اسپین سونیک
این حالت اولین بار وآخرین بار در بازی سونیک و راز حلقه‌ها در مرحلهٔ باس نهایی ارینزور جن به وجود آمد. وی زمانی به این حالت تبدیل می‌شود که هر هفت حلقه جادویی را داشته باشد.

### اکسکالیبر سونیک
این حالت اولین و آخرین بار در بازی سونیک و شوالیهٔ سیاه برای مقابله با شوالیه سیاه ظاهر شد. وی زمانی به این حالت در می‌آید که تمام شمشیرهای مقدس را در اختیار داشته باشد

### اولترا سونیک
این فرم بسیار مرموز است و اولین و آخرین بار در جلد ۶۶ کمیک‌های آرچی برای نابودی ناگس جادوگر به وجود آمد.